# Étienne Capoue
Étienne Capoue (* 11. Juli 1988 in Niort) ist ein französischer Fußballspieler, der zuletzt beim FC Villarreal unter Vertrag stand.
Er ist der jüngere Bruder des ehemaligen Fußballspielers Aurélien Capoue.

## Karriere

### Verein
Capoue spielte in der Jugend für Chamois Niort, den FC Chauray und SCO Angers, bevor er 2005 zum FC Toulouse wechselte. Dort gehörte er ab der Saison 2007/08 zum Profikader und debütierte am 8. Dezember 2007 in der Ligue 1, als er beim Spiel gegen OSC Lille eingewechselt wurde. In der Saison 2008/09 erreichte er mit Toulouse den 4. Platz und qualifizierte sich für die UEFA Europa League, wo Toulouse in der Gruppenphase ausschied.
Zur Saison 2013/14 wechselte Capoue in die Premier League zu Tottenham Hotspur.
Zwei Jahre später schloss sich Capoue dem FC Watford an.
2021 wechselte Capoue zum FC Villarreal, wo er die UEFA Europa League mit 11:10 i. E. gegen Manchester United gewann. Im Sommer 2024 lief sein Vertrag bei Villarreal aus.

### Nationalmannschaft
Mit der französischen U19-Nationalmannschaft nahm er an der U-19-Fußball-Europameisterschaft 2007 teil, wo er im Halbfinale am späteren Europameister Spanien scheiterte. Für die französische U21-Nationalmannschaft kam er zwölfmal zum Einsatz, konnte sich jedoch nicht für die U-21-Fußball-Europameisterschaft 2011 qualifizieren. Am 15. August 2012 kam Capoue zu seinem ersten Einsatz für die französische Fußballnationalmannschaft, als er beim Freundschaftsspiel gegen Uruguay eingewechselt wurde.

## Titel und Erfolge

### FC Villarreal
- UEFA Europa League: 2020/21